# 方念華
方念華（1965年12月7日—），臺灣新聞工作者、電視主播，政大新聞系、紐約市立大學傳播碩士。曾於台視、公視、大愛、中天新聞台任職。現任TVBS《Focus全球新聞》主播、《TVBS看板人物》主持人、TVBS新聞台新聞部製作人。

## 經歷
方念華畢業於復興小學、中山女高、國立政治大學新聞系，紐約市立大學傳播碩士。姊姊方念萱為政治大學新聞學系副教授。1993年與陳昀利結婚，育有2子。
方念華曾任廣告公司的AE，台視新聞部採訪中心記者、國際中心編譯，公視節目主持人，大愛節目主持人、中天新聞台主播、製作人，TVBS-NEWS新聞主播、製作人、TVBS新聞部總編輯。现为《Focus全球新聞》主播、《TVBS看板人物》主持人。
2000年，方念華以《TVBS-N晚間九點整最前線》獲頒第35屆金鐘獎新聞節目主持人獎；
2015年9月26日，以《TVBS看板人物》獲頒第50屆金鐘獎教育文化節目主持人獎。

## 曾任主播或主持人的節目
| 年份                          | 頻道       | 節目                              | 備註                                   |
| 1989年-待查                   | 台視       | 《台視新聞世界報導》              |                                        |
| 1990年-待查                   | 台視       | 《台視晚間新聞》                  | 週末主播，與眭澔平搭檔                 |
| 1993年-待查                   | 台視       | 《午安您好台視新聞》              |                                        |
| 1993年-待查                   | 台視       | 《台視晚間新聞》                  | 週末主播，與葉淑芬、戴忠仁和李偉國輪播 |
| 1995年-查待查                 | 台視       | 《台視晚間新聞》                  | 週末主播                               |
| 1996年—1997年                 | 台視       | 《晚安您好台視新聞》              | 18:30—19:00新闢新聞時段，非晚間新聞    |
| 1997年-待查                   | 台視       | 《超越封鎖線》                    |                                        |
| 1998年7月1日—1999年9月        | 公視       | 《圓桌論談》                      |                                        |
| 1999年9月—待查                | 公視       | 《公視論談》                      |                                        |
| 1998年—1999年                 | 公視       | 《世界公視節目大展》              |                                        |
| 1998年—1999年                 | 大愛電視   | 《真情知客室》                    |                                        |
| 1998年—1999年                 | 大愛電視   | 《溫暖滿人間》                    |                                        |
| 1999年—2000年                 | TVBS-NEWS  | 《總統大選民調報告》              |                                        |
| 時間待查                      | TVBS-NEWS  | 《新聞最前線》                    |                                        |
| 時間待查—2004年11月2日        | TVBS-NEWS  | 《TVBS-N晚間新聞》                |                                        |
| 2007年1月22日—2013年3月       | TVBS-NEWS  | 《晚間8、9新聞》8點《最前線新聞》 |                                        |
|                               | TVBS-NEWS  | 《晚間8、9新聞》9點《新聞最前線》 |                                        |
| 2008年7月至今                 | TVBS-NEWS  | 《中國進行式》                    |                                        |
| 2009年3月-待查                | TVBS-NEWS  | 《101高峰會》                     |                                        |
| 2009年5月至今                 | TVBS-NEWS  | 《TVBS看板人物》                  |                                        |
| 2013年4月8日至今              | TVBS-NEWS  | 《Focus全球新聞》                 |                                        |
| 2005年月1月3日—2006年10月26日 | 中天新聞台 | 《中天晚間新聞》                  |                                        |
| 2006年-待查                   | 中天新聞台 | 《台灣政情民調報告》              |                                        |

## 入圍與獲獎紀錄

### 電視金鐘獎
| 年份   | 獲提名                     | 獎項                              | 結果 |
| ------ | -------------------------- | --------------------------------- | ---- |
| 1997年 | 《晚安您好台視晚間新聞》   | 第32屆金鐘獎 新聞節目主持人獎     | 提名 |
| 1999年 | 《圓桌論壇》               | 第34屆金鐘獎 新聞節目主持人獎     | 提名 |
| 2000年 | 《TVBS-N晚間九點整最前線》 | 第35屆金鐘獎 新聞節目主持人獎     | 獲獎 |
| 2015年 | 《TVBS看板人物》           | 第50屆金鐘獎 教育文化節目主持人獎 | 獲獎 |

### 綜藝節目
2023年5月6日      《來吧！營業中第2季》 TVBS歡樂台  客人

## 資料來源
1. ↑  楊麗君. . 遠見雜誌. 2003-12-15  [2021-06-01]. （原始内容存档于2021-06-03） （中文（臺灣））.
2. ↑  陳志龍. . yam蕃薯藤新聞. 2013-04-16  [2013-04-16]. （原始内容存档于2020-05-26）.
3. ↑  . TVBS. 聯利媒體股份有限公司.   [2021-06-01]. （原始内容存档于2021-10-21）.
4. ↑  . 看板人物. 聯利媒體股份有限公司.   [2021-06-01]. （原始内容存档于2021-10-20）.
5. ↑  文化部影視及流行音樂產業局.89年電視金鐘獎得獎名單 （页面存档备份，存于）.2000-08-22
6. ↑  鄭景雯.方念華TVBS看板人物敲響金鐘 歸功團隊 （页面存档备份，存于）.中央社.2015-09-26
7. ↑  中華民國電視學會無線電視年鑑編纂委員 編纂，《中華民國無線電視年鑑第十一輯：民國八十七年至八十八年》，中華民國電視學會2000年6月30日出版，第49頁。
8. ↑  中華民國電視學會無線電視年鑑編纂委員 編纂，《中華民國無線電視年鑑第十一輯：民國八十七年至八十八年》，中華民國電視學會2000年6月30日出版，第51頁。
9. ↑  杜偉莉.方念華昨天閃電辭職 （页面存档备份，存于）.自由時報.2004-11-03

## 外部連結
- 方念華主播專區-TVBS官方網站 （页面存档备份，存于）
- TVBS《看板人物》 （页面存档备份，存于）
- TVBS 看板人物的Facebook專頁
- TVBS看板人物的Instagram帳戶
- YouTube上的【TVBS 看板人物】播放列表—TVBS 優選頻道